# Grup de la chukhrovita
El grup de la chukhrovita és un grup de minerals de la classe dels halurs format per cinc espècies: chukhrovita-(Ca), chukhrovita-(Ce), chukhrovita-(Nd), chukhrovita-(Y) i meniaylovita. Totes cinc espècies cristal·litzen en el sistema isomètric.
| \| Espècie \| Fórmula \| \| ---------------- \| ---------------------- \| \| Chukhrovita-(Ca) \| Ca₄.₅Al₂(SO₄)F₁₃·12H₂O \| \| Chukhrovita-(Ce) \| Ca₃CeAl₂(SO₄)F₁₃·12H₂O \| \| Chukhrovita-(Nd) \| Ca₃YAl₂(SO₄)F₁₃·12H₂O \| \| Chukhrovita-(Y) \| Ca₃YAl₂(SO₄)F₁₃·12H₂O \| \| Meniaylovita \| Ca₄AlSi(SiO₄)F₁₃·12H₂O \| |                        |
| Espècie | Fórmula                |
| Chukhrovita-(Ca) | Ca₄.₅Al₂(SO₄)F₁₃·12H₂O |
| Chukhrovita-(Ce) | Ca₃CeAl₂(SO₄)F₁₃·12H₂O |
| Chukhrovita-(Nd) | Ca₃YAl₂(SO₄)F₁₃·12H₂O  |
| Chukhrovita-(Y) | Ca₃YAl₂(SO₄)F₁₃·12H₂O  |
| Meniaylovita | Ca₄AlSi(SiO₄)F₁₃·12H₂O |

Segons la classificació de Nickel-Strunz els minerals d'aquest grup pertanyen a «03.CG - Halurs complexos, aluminofluorurs amb CO₃, SO₄, PO₄» juntament amb els següents minerals: stenonita, creedita, bøggildita i thermessaïta.
Els minerals d'aquest grup són força rars, i han estat descrits en jaciments distribuïts al Kazakhstan, Rússia, Alemanya, Àustria, Grècia, Itàlia, Noruega, Islàndia i els Estats Units.